# 孫允中 (嘉靖癸未進士)
孫允中（1497年—？年），字信道，鲁府仪卫司（兖州府）官籍，南直隶合肥縣人。

## 生平
治《詩經》，行三，山東鄉試第十七名舉人，年二十七歲中式嘉靖二年（1523年）癸未科會試第一百七十九名，第三甲第一百八十二名進士。累官山西按察司佥事，嘉靖十二年（1533年）因大同军变被勒令致仕。著有《雲中紀變》。

## 家族
曾祖孫毅，副千户。祖父孫永，副千户。父孫胤，仪卫副。母孔氏，封宜人。慈侍下。兄孫執中，仪卫副；孫用中；弟孫守中、孫時中、一中、建中、惟中。